# Frank Casañas
Yennifer Frank Casañas Hernández (ur. 18 października 1978) – kubański lekkoatleta, dyskobol, od maja 2008 reprezentujący Hiszpanię.
Pięciokrotnie brał udział w igrzyskach olimpijskich. W 2000 i 2004 reprezentując Kubę, a w 2008, 2012 i 2016 Hiszpanię.
Reprezentant kraju w zimowym pucharze Europy w rzutach.

## Osiągnięcia
- brązowy medal Mistrzostw Świata Juniorów (Sydney 1996)
- srebro Igrzysk Panamerykańskich (Santo Domingo 2003)
- 5. miejsce podczas Igrzysk olimpijskich (Pekin 2008)
- złoto igrzysk śródziemnomorskich (Pescara 2009)
- 2. miejsce na zawodach superligi drużynowych mistrzostw Europy
- 9. miejsce podczas mistrzostw świata (Moskwa 2013)
- 8. lokata na mistrzostwach Europy (Zurych 2014)

## Rekordy życiowe
- rzut dyskiem – 67.91 (2008)